# Ultra Super Pictures
Ultra Super Pictures (japonsky 株式会社ウルトラスーパーピクチャーズ, Kabušiki gaiša Urutora-súpá-pikučázu) je japonská společná holdingová společnost. Založily ji roku 2011 animační studia Sanzigen, Ordet, Trigger a Liden Films. Spoluvlastní také studio ENGI, které v roce 2018 založila firma Kadokawa.

## Členská studia
- Sanzigen
- Ordet
- Trigger
- Liden Films

## Ultra Super Anime Time
V roce 2015 bylo oznámeno, že Ultra Super Pictures budou produkovat 30minutový anime programový blok Ultra Super Anime Time. Vysílán bude na televizních stanicích Tokyo MX a BS11, počínaje 3. červencem 2015. Sledující provádí blokem dvě postavy, Ultra Super Sisters, Supika (japonsky スピカ) a Sumako (japonsky スマ子). Supika byla nadabována Kaori Išiharou a Sumako Jui Ogurou. Blok je tvořen třemi krátkými anime seriály, z nichž byly ohlášeny následující:
Léto 2015
- Miss Monochrome (2. řada)
- Wooser no sono higuraši (3. řada)
- Wakaba Girl

Podzim 2015
- Miss Monochrome (3. řada)
- Hacka Doll: The Animation[3]
- Kagewani

Zima 2016
- Ošiete! Galko-čan
- Sekkó Boys
- Tabi mači Late Show (pouze leden)
- Kono danši, mahó ga ošigoto desu. (pouze únor)
- Kanodžo to kanodžo no neko: Everything Flows (pouze březen)

Jaro 2016
- Učú Patrol Luluco
- Pučimas! Petit Idolmaster (znovu vysíláno)
- Kagewani (2. řada)[4]

## Tvorba
Seznam děl, u kterých se Ultra Super Pictures podílelo na produkci.
- Harmonie (2014, animovalo Studio Rikka)
- Monster Strike (2015–2016, animovalo Studio Hibari)
- Monster Strike: Mermaid Rhapsody (2016, animovalo Studio Hibari)
- Monster Strike: An Encore of Continuance- Pandora's Box (2016, animovalo Studio Hibari)
- Monster Strike: Rain of Memories (2016, animoval Connect)[5]
- Monster Strike The Movie: Hadžimari no bašo e (2016, animoval Liden Films)